# Ehrendoktor

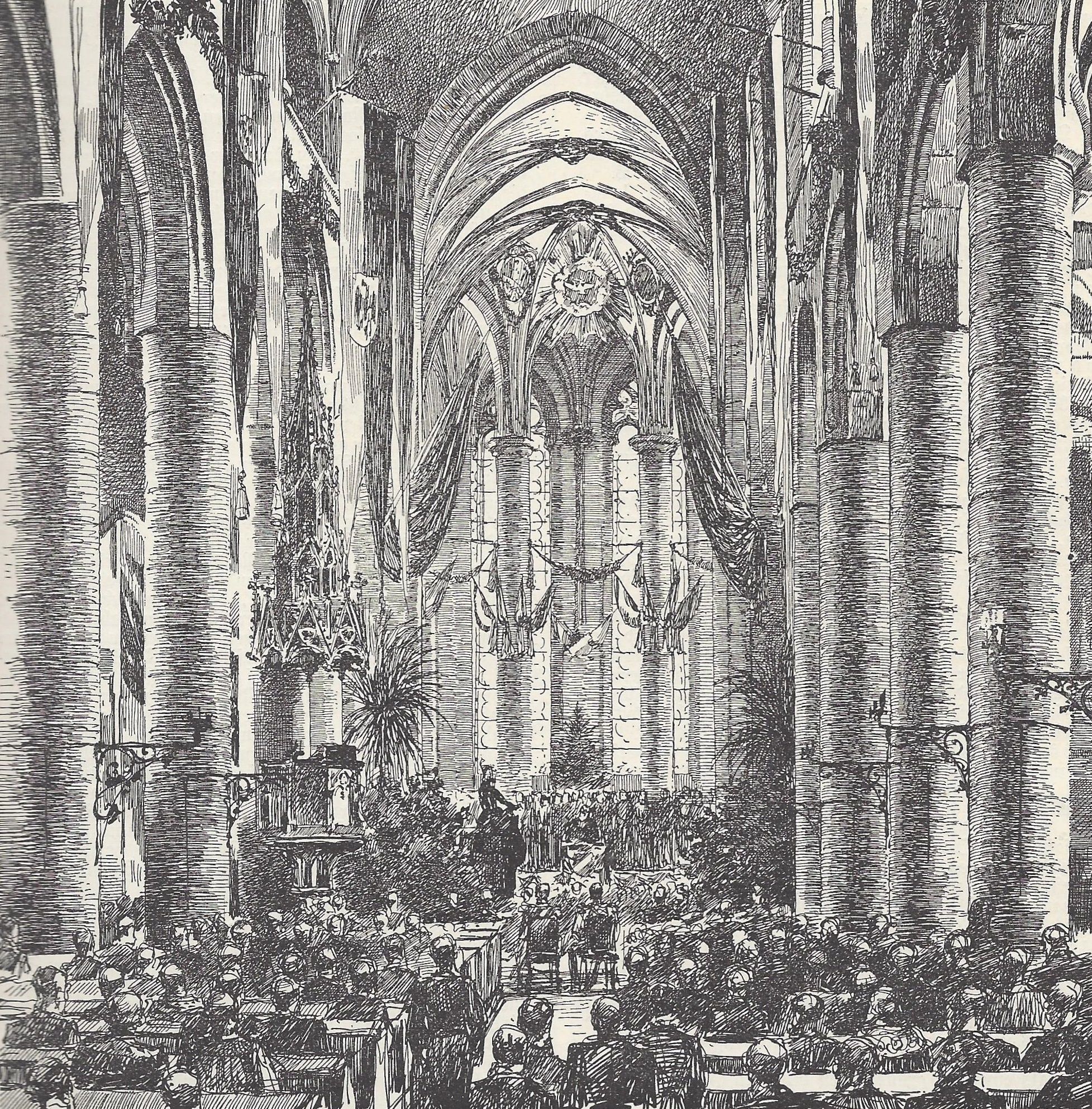
Ehrenpromotionen der Ruprecht-Karls-Universität Heidelberg in der Heiliggeistkirche (Zeichnung 1886)

Urkunde der Universität Erlangen (Jürgen Gebhard, 1998)

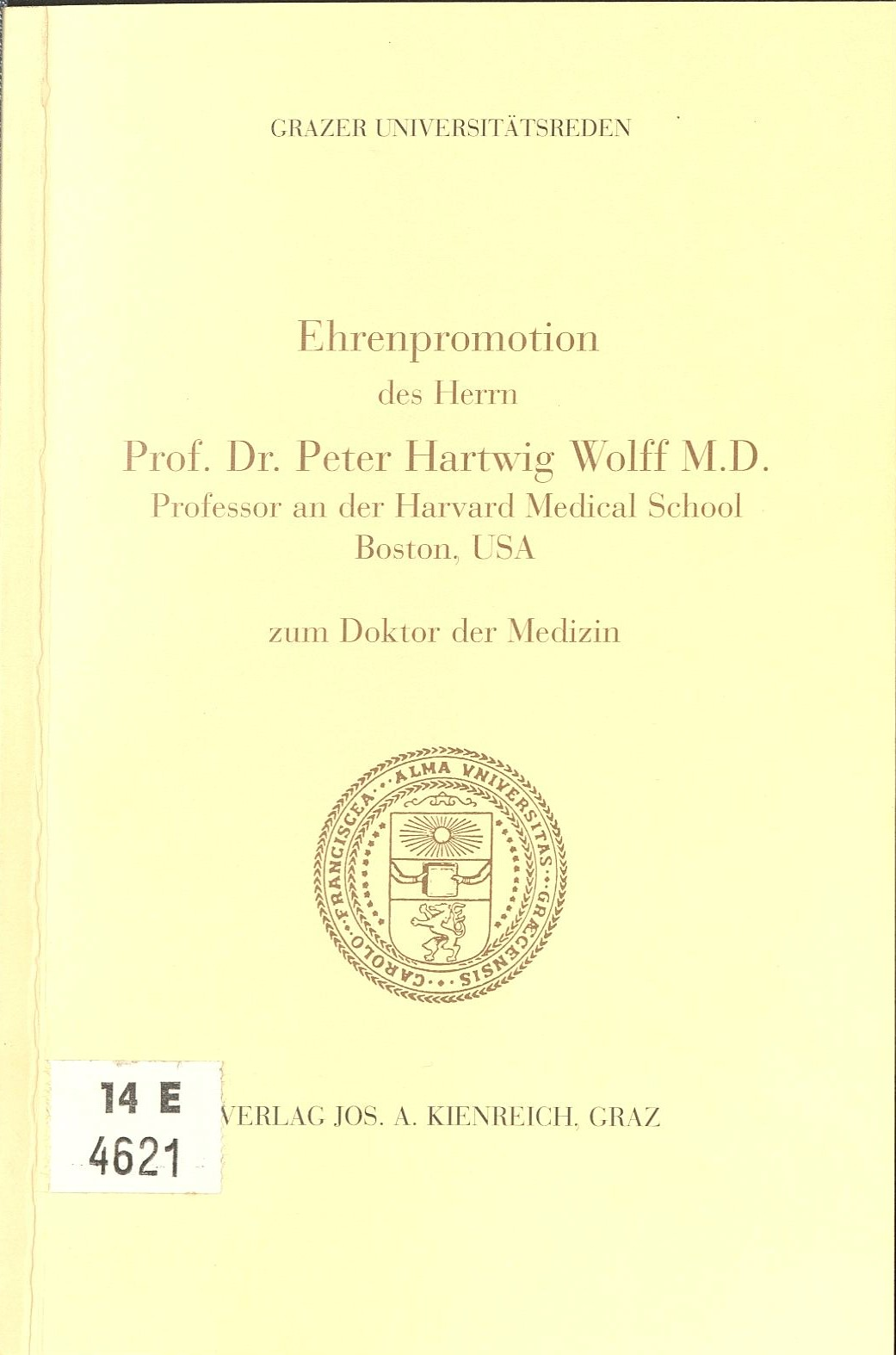
Festschrift der Universität Graz für Peter Hartwig Wolff 2000

Die Ehrendoktorwürde ist eine ehrenhalber verliehene Auszeichnung einer Universität oder Fakultät, die für besondere akademische, wissenschaftliche, kulturelle oder öffentliche Verdienste auch an nichtakademische Personen verliehen werden kann. Eine mit der Ehrendoktorwürde promovierte Person wird als Ehrendoktor bezeichnet (lateinisch Doctor honoris causa „Doktor ehrenhalber“; abgekürzt Dr. h. c. oder Dr. E. h., in der evangelischen Theologie auch D.).

## Honoris causa
Die Bezeichnung honoris causa (h. c.) ist lateinisch und bedeutet „ehrenhalber“ (ursprünglich „Ehren halber“ oder „der Ehre wegen“). Die Eintragung der Ehrendoktorwürde in einen deutschen Pass erfolgt in der Regel als „Dr. hc.“ oder „Dr. Eh.“ und somit in Abgrenzung zu Doktorgraden, die als „Dr.“ ohne weiteren Zusatz eingetragen werden. Die Ehrendoktorwürde, aber auch klerikale Titel sind keine akademischen Grade und dürfen weder als solche noch mit ihnen verwechselbar dargestellt werden. Eine dahingehende Täuschungsabsicht (Vortäuschen des Innehabens eines akademischen Grades) ist in Deutschland nach § 132a StGB strafbar. Hat eine Person drei oder mehr Würdigungen erhalten, so ist die Abkürzung Dr. h. c. mult. üblich (in Österreich DDr. h. c.), was für honoris causa multiplex steht, also die mehrfache Ehrendoktorwürde. Bei (nur) zwei Ehrendoktorwürden wird manchmal die Abkürzung  Dres. h. c., also doctores honorum causa, verwendet, was jedoch nach den Regeln der lateinischen Grammatik und auch der Logik unrichtig ist, da doctores immer eine Mehrzahl von Personen (Dres. Schmitz und Meier) und nie eine Mehrzahl von Titeln bezeichnet.

## Verleihung

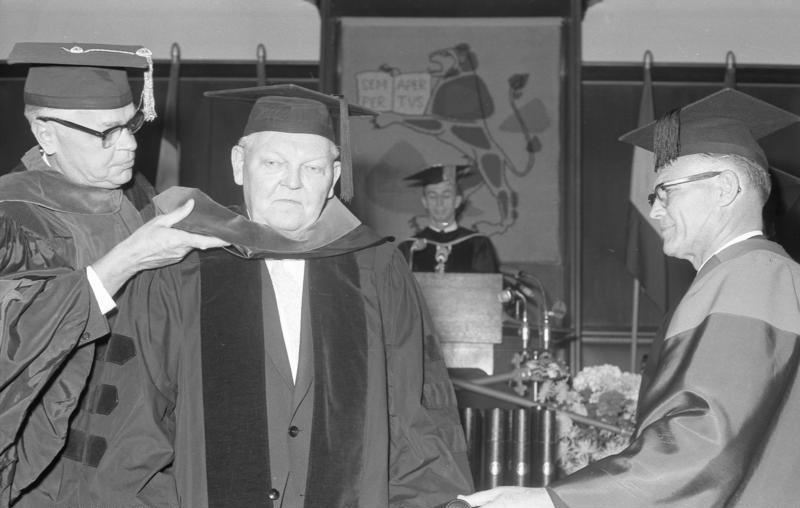
Verleihung der Ehrendoktorwürde der Universität Maryland an den deutschen Bundeskanzler Ludwig Erhard (Heidelberg 1965)

Die Ehrendoktorwürde soll in erster Linie aufgrund hervorragender Verdienste auf wissenschaftlichem Gebiet verliehen werden. Die Ehrung wird häufig anlässlich allgemeiner oder unmittelbarer Verdienste um die Hochschule oder die Fakultät verliehen, auch wenn dies in der Regel keine formale Voraussetzung ist. Ein typischer Fall ist die Auszeichnung eines herausragenden Wissenschaftlers, der sich als Gründungsdekan in besonderer Weise für die Fakultät verdient gemacht hat (etwa Manfred Broy oder Thomas Hillenkamp). Häufig erfolgt die Verleihung der Ehrendoktorwürde auch aus politischen, finanziellen oder anderen Gründen, bei denen die Exzellenz der wissenschaftlichen Leistungen des Geehrten nicht immer erkennbar ist. Im internationalen Vergleich handhaben deutsche Hochschulen die Verleihung zurückhaltend.
Die Ehrendoktorwürde ist eine Ehrung für Verdienste und kein akademischer Grad eines Doktors, der nach einem mit Hochschulprüfung abgeschlossenen Studium und Promotion durch Urkunde verliehen wird. Zur Verleihung der Ehrendoktorwürde ist keine Prüfung vorgesehen. Die Vorgehensweise und die genauen Bedingungen für die Verleihung regeln die Promotionsordnungen der Universitätsfakultäten. In der Regel hält der Geehrte anlässlich der Verleihung einen Vortrag.
Nach einer Recherche des Magazins Der Spiegel im Jahr 2012 können Ehrendoktortitel insbesondere bei wenig renommierten Hochschulen im Ausland durch finanzielle Leistungen und Spenden erworben, also „erkauft“, werden. Es gebe dazu zahlreiche Anbieter im Internet, die bei diesem Promotionsbetrug behilflich seien.

## Geschichte
Die Universität Leipzig hat den Titel Dr. h. c. zum ersten Mal 1805 verliehen (1946 erstmals an eine Frau: Katharina Kippenberg). Josepha von Siebold war deutschlandweit die erste Frau, die 1815 den Titel verliehen bekam (von der Universität Gießen im Fach „Entbindungskunst“). Für die Technischen Hochschulen in Preußen wurde das Ehrenpromotionsrecht – wie auch das Promotionsrecht an sich – erst im Oktober 1899 durch Erlass von König Wilhelm II. eingeführt.
Katholisch-Theologische Fakultäten in Deutschland verliehen ihren Ortsbischöfen, sofern diese nicht bereits promoviert waren, anlässlich der Ernennung zum Bischof üblicherweise den Dr. theol. In Preußen wurden sie von der Regierung dazu angewiesen, die Ehrenpromotionen erfolgten dort daraufhin durch die Fakultäten in Breslau und in Münster.
Die Martin-Luther-Universität Halle-Wittenberg erforschte aufgrund einer Resolution ihres Senats von 2018 die Geschichte der von der Universität zwischen 1933 und 1989 verliehenen 140 Ehrendoktorwürden, davon 126 aus der Zeit der DDR. Ein Großteil der Ehrenpromotionen erfolgte aufgrund einer Aufforderung von staatlicher Seite.

## Beispiele für Ehrenpromotionsverfahren
In vielen Universitäten regeln die Promotionsordnungen der Fakultäten auch die Ehrenpromotion. Einige Universitäten haben jedoch zentrale Regelungen für die Ehrenpromotion:
| Einrichtung                        | Voraussetzung | Verfahrenseinleitung                                                             | Gutachter                                       | Entscheidungsgremium |
| ---------------------------------- | --- | -------------------------------------------------------------------------------- | ----------------------------------------------- | --- |
| Universität Augsburg               | hervorragende Verdienste auf wissenschaftlichem Gebiet | Begründeter Antrag der Mehrheit der Professoren des Fachbereichs                 | zwei fachlich zuständige Professoren            | Fachbereichsrat |
| Universität der Bundeswehr München | keine Angaben | Begründeter Antrag von mindestens drei Professoren derselben Fakultät            | keine Angaben                                   | der um die Professoren der Fakultät erweiterte Fachbereichsrat […] Die Ehrenpromotion bedarf der Zustimmung des Senats. |
| Universität Regensburg             | hervorragende wissenschaftliche Leistungen | Begründeter Antrag von mindestens 3/4 der Professoren des Fachbereichs           | mindestens zwei fachlich zuständige Professoren | Fachbereichsrat |
| Universität St. Gallen             | ausgezeichnete Verdienste; z. B. um a) die Wirtschaftswissenschaften oder um die Wirtschaftspraxis b) die Staatswissenschaften oder um das öffentliche Wohl c) das Recht oder d) die Erforschung der Gesellschaft oder das Bemühen um die Lösung gesellschaftlicher Probleme | schriftlicher und begründeter Antrag eines Senatsmitgliedes oder einer Abteilung | keine Angaben                                   | Senat |

## Vereinigtes Königreich
Der Doctor of Humane Letters (lateinisch Litterarum humanarum doctor; D.H.L.; oder L.H.D.) wird ehrenhalber verliehen, im kirchlichen und theologischen Bereich als kirchliche Ehrendoktorwürde der Doctor Divinitatis oder Doctor of Divinity (DDiv).

## Rekorde
Die meisten Ehrendoktorwürden, nämlich 150, erhielt der US-amerikanische katholische Theologe Theodore Hesburgh (1917–2015), weshalb ihn das Guinness-Buch der Rekorde als Titelhalter in dieser Beziehung führt. Über 120 Ehrendoktorate wurden Daisaku Ikeda (1928–2023), dem Präsidenten der Sōka Gakkai International, verliehen. Nelson Mandela (1918–2013) erhielt über 50 Ehrendoktorate. 47 Ehrendoktorate erhielt der US-Amerikaner Richard Buckminster Fuller (1895–1983). Recep Tayyip Erdoğan (* 1954) zählt 44 Ehrendoktorate, Tenzin Gyatso (* 1935), dem XIV. Dalai Lama, wurden 43 Ehrendoktortitel verliehen, zumeist von US-amerikanischen Hochschulen. Claus Roxin (1931–2025), ein deutscher Rechtswissenschaftler, hat 28 Ehrendoktorwürden verliehen bekommen. Elisabeth Kübler-Ross (1926–2004), schweizerisch-US-amerikanische Psychiaterin und Sterbeforscherin, wurden 20 Ehrendoktortitel zuteil.
Die deutsche Altkanzlerin Angela Merkel erhielt bislang 20 Ehrendoktortitel.